# Collines de Vidzeme
Les collines de Vidzeme (letton : Vidzemes augstiene) sont une chaîne de collines en Lettonie, situées dans la région de Vidzeme.
Elles sont parfois appelées collines de Vidzeme Centrale afin de les distinguer d'une autre chaîne de collines située dans la région, les collines d'Alūksne, aussi connues sous le nom de collines de Vidzeme Orientale.
Elles occupent le territoire des communes de Cesvaine, Jaunpiebalga, Madona et Vecpiebalga.
Leur point culminant est le mont Gaizins. À une altitude de 312 m, c'est également le point culminant de la Lettonie.
La Gauja, l'un des plus longs fleuves de Lettonie, prend sa source dans ces collines.
Elles appartiennent aux croupes lacustres de la Baltique, lesquelles s'étendent le long de la mer Baltique de l'oblast de Kaliningrad à l'Estonie.

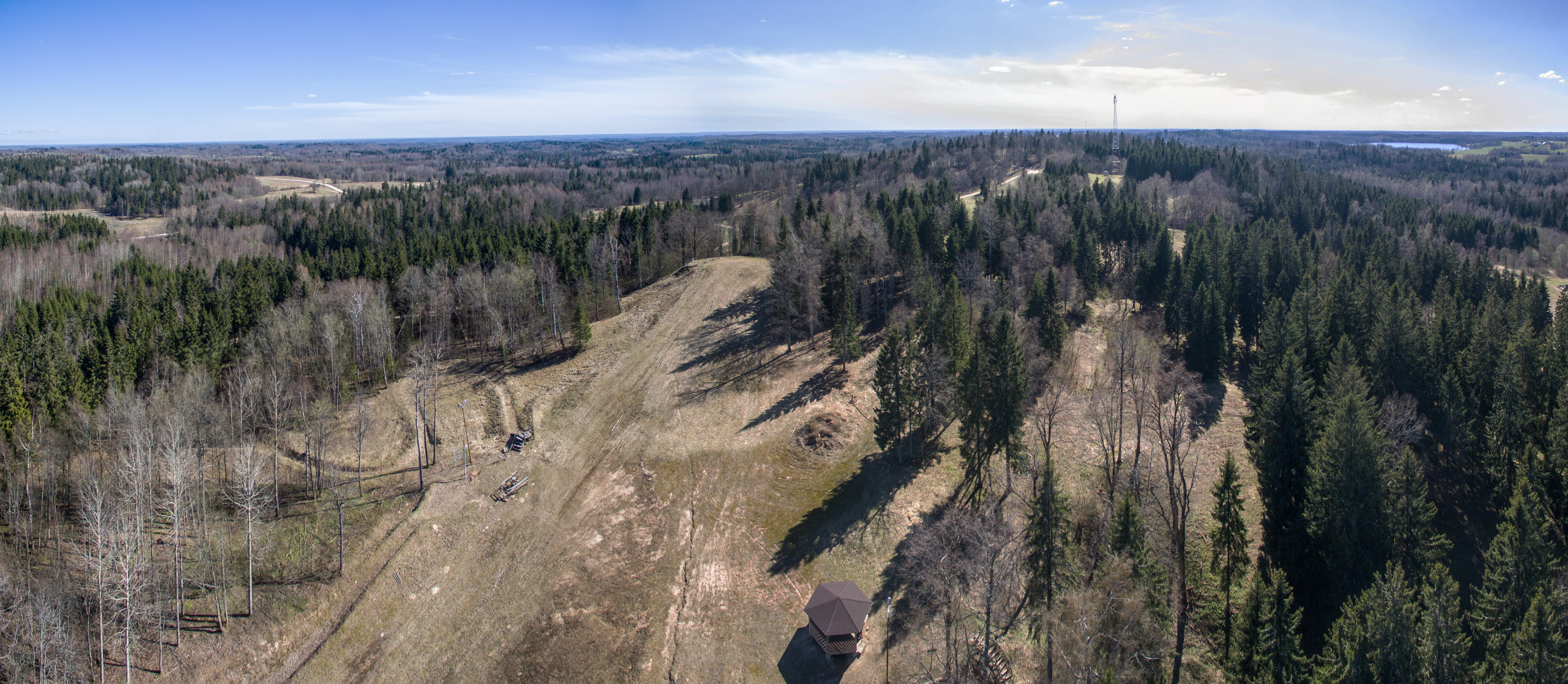
Vue des collines de Vidzeme depuis la tour du mont Gaizins.
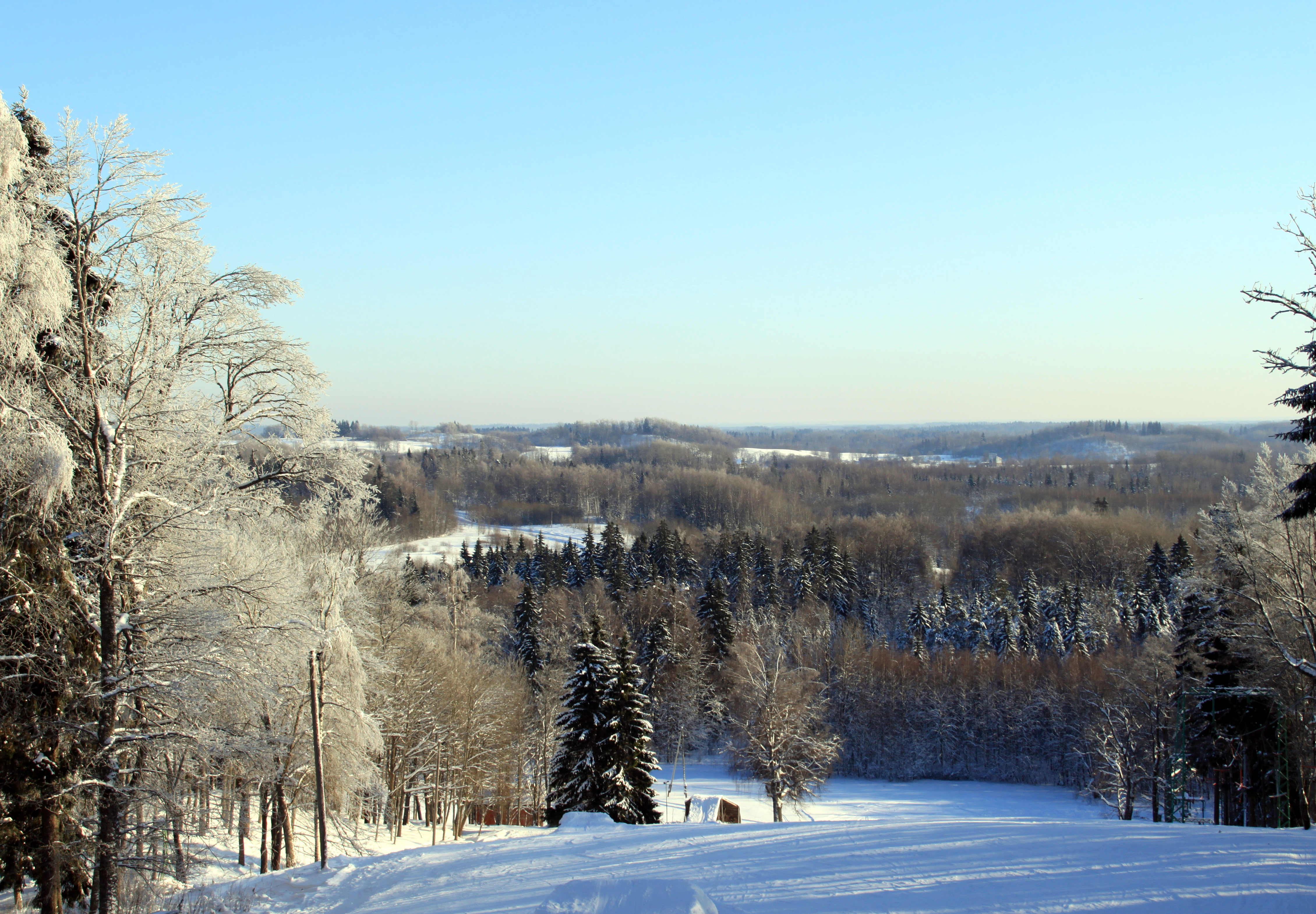
Vue sur les collines de Vidzeme sous la neige depuis le mont Gaizins.

## Climat
Le climat des collines de Vidzeme se caractérise par des températures basses, aussi bien en janvier (−6 °C) qu'en juillet (+16,5 °C), des précipitations abondantes (750 mm) et, en hiver, un manteau neigeux épais qui recouvre, en moyenne, de 40 à 50 cm. Les chutes de neige démarrent un mois plus tôt que dans les plaines de Vidzeme.

## Sources
- (lv) Cet article est partiellement ou en totalité issu de l’article de Wikipédia en letton intitulé « Vidzemes augstiene » (voir la liste des auteurs).

- (en) Cet article est partiellement ou en totalité issu de l’article de Wikipédia en anglais intitulé « Vidzeme Upland » (voir la liste des auteurs).